# Clubiona kastoni
Clubiona kastoni là một loài nhện trong họ Clubionidae.
Loài này thuộc chi Clubiona. Clubiona kastoni được Willis J. Gertsch miêu tả năm 1941.